# Зоопарк в Баку
Зоопаркът в Баку (на азербайджански: Bakı zooloji parkı) е държавен зоопарк в Баку.
Той е най-старият в Азербайджан и е открит през 1928 г. Принадлежи на Министерството на културата и туризма на Азербайджан и на Кметството на Баку. Общата площ на зоопарка е 4,25 ha.

## История
Зоопаркът в Баку е открит през 1928 г., на територията на парк наречен на името на Анатолий Луначарски (днес паркът носи името на Низами Ганджеви).
През 1942 г., нов зоопарк е създаден на базата на евакуираната зоологическа градина в Ростов, чиято церемония по откриването се провежда след Великата Отечествена война. До 1958 г. зоопаркът е разположен в близост до железопътна гара, в малък площад, по-късно наречен на Илич.
През 1958 г., зоопаркът се премества в Баил, в покрайнините на Баку и остава там до средата на 1970-те години, когато при свлачище лъв и мечка загиват, премазани в паднала клетка. Това трагично събитие кара градските власти да помислят за ново, безопасно място за зоологическата градина, като до вземане на окончателното решение, зоопаркът е временно преместен в селището от градски тип Разин (днес Баниханов), където е разположен до 1985 г.
През този период от време, експертна група от зоолози, биолози и други специалисти решават, че подходящо място за животните е един парк, разположен на територията на Наримановски район, Баку. Започва изграждане на нова зоологическа градина в близост до железопътна гара за деца. В съответствие с плана, за нея са определени 45 ha. За да се ускори строителството, е взето решение временно да бъдат използвани само 2,25 ha от земята и по-късно да се разширява територията.
През 1979 г., изпълнителната власт определя необходимите средства за построяването на нов зоопарк, което продължава 5 години, поради недостиг на финансиране. На 1 септември 1985 г., новият зоопарк на Баку е открит и отново отворен за посетители. 
През 2001 г., със заповед от главата на изпълнителната власт в Баку, 2 ha са разпределени за зоопарка, с което общата му площ става 4.25 ha.
През 2008 г., шест вида екзотични животни са доведени със самолет от Минск до Зоопарка в Баку: двойки нилски крокодили, дългоноси мечета, чинчили, елени, египетски кучета и рисове. В замяна, млад лъв е изпратен от Баку до столицата на Беларус в края на 2007 г. 
През 2010 г., започват строителни дейности в териториите, принадлежащи на зоологическата градина, в резултат на което е напълно демонтирана железопътната гара за деца. Отново се поставя на дневен ред въпросът за пренастаняването на зоологическата градина.
След 2000 г., организации за защита на животните са изразявали опасения относно условията и публичната безопасност.

## Проект за нов зоопарк
Според заповед на Илхам Алиев, президента на Азербайджан, нова зоологическа градина с уникални и редки видове от флората и фауната ще бъде изградена в село Джейранбатан, Апшеронски район, на около 10 km от Баку. За тази цел, 2,85 милиона манати са отпуснати от фонд на президента. Редки бозайници и птици от различни континенти, особено от Австралия, ще се намират на територията на новия зоопарк, който ще се простира на площ от 230 ha. Работна група, която включва специалисти от различни научни институти и НПО, е създадена в Министерството на екологията и природните ресурси на Азербайджан и Националната академия на науките на Азербайджан.

## Символ на зоопарка
Розовите фламинго, които се появяват в Баку в началото на 1990-те за първи път, са символ на Зоопарка в Баку. Жители на града носят тук полумъртви и ранени птици. Служителите в зоопарка, начело с главния ветеринарен лекар Чингиз Султанов, поемат грижата за тях и към 2009 г. вече има около 28 розови фламинго. 

## Животни
Към 2010 г. в зоопарка има 160 вида и общо около 1200 животни.
| - Нилски крокодил - Розово фламинго - Кафява мечка - Северен елен - Египетски кучета - Обикновен мишелов |  | - Рисове - Ягуар - Лъвове - Тигри - Вълци - Лисици - Чакали |  | - Камили - Сърни - Зебу - Марали - Хипопотами - Пони |  | - Лами - Леопард - Костенурки - Ягуари - Елен лопатар - Говеда |  | - Маймуни - Чинчили - Щрауси - Папагали - Риби |  | - Носати мечета - Биволи - Лос - Белоглав лешояд - Брадат лешояд - Египетски лешояд - Черен лешояд - Мунтжаки |

## Галерия
- Ягуар
- Кафява мечка
- Африкански лъв
- Мунтджак
- Зебу
- Елен
- Лама
- Камила
- Щраус
- Шетландско пони
- Макак
- Фламинго
- Костенурка